# Bolesław Szafirski
Bolesław Szafirski (ur. 26 czerwca 1935 w Ilkowicach, zm. 6 listopada 2016 w Krakowie) – polski matematyk, profesor zwyczajny Uniwersytetu Jagiellońskiego, członek korespondent Polskiej Akademii Umiejętności (od 1991), prezes Polskiego Towarzystwa Matematycznego w kadencjach 1999–2001 i 2001–2003. 

## Życiorys
Do szkoły podstawowej uczęszczał w Święcicach, później zaś kontynuował naukę w liceum w Miechowie, gdzie zdał maturę w 1952. W latach 1952–1956 studiował matematykę na Uniwersytecie Jagiellońskim. Jego mistrzem był Franciszek Leja, jego opiekun pracy magisterskiej, a następnie promotor obronionej w 1963 na UJ rozprawy doktorskiej Zastosowanie metody punktów ekstremalnych w teorii równań różniczkowych. Habilitował się w 1971 na UJ na podstawie prac poświęconych turbulencji i opisującemu ją równaniu Hopfa.
Kierownik Zakładu (później Katedry) Matematycznych Problemów Fizyki i Techniki w Instytucie Matematyki UJ, gdzie pełnił też funkcję zastępcy dyrektora (1981–1984) i dyrektora (1984–1987). W latach 1987–1993 dziekan Wydziału Matematyki i Fizyki UJ. Przez ponad 20 lat redaktor naczelny czasopisma Universitatis Iagellonicae Acta Mathematica. Był promotorem 13 doktoratów, m.in. Zdzisława Brzeźniaka, Marka Capińskiego, Wojciecha Słomczyńskiego i Mariusza Woźniaka. Pochowany na cmentarzu Rakowickim w Krakowie.
W 1959 ożenił się z lwowianką Barbarą Gadaczówną, później doktorem chemii i pracownikiem naukowym AGH. Mieli dwie córki, doczekali się ośmiorga wnuków.